# 格鲁曼 J2F 鸭子
格鲁曼 J2F 鴨子 （公司賦予編號 G-15 ）是美國格魯曼公司製造的單引擎兩水陸兩用飛機，1930年代中期開始，裝備於美國各主要軍種，主要作為公務機以及海上救援之用。阿根廷海軍則於1937年開始使用本型機。二次世界大戰後，民用航空公司以及哥倫比亞與墨西哥軍方也使用本型機。
J2F 的設計乃根據早期JF 鴨型機，加長浮筏並改用更強大的引擎（從775匹馬力改為900匹馬力）。 

## 發展
J2F-1 鴨型機于 1936 年 4 月 2 日首飞並交付給美國海軍，當時用的是萊特R-1820型旋風引擎，出力750匹馬力。J2F-2 的引擎升級，出力790匹馬力。 1939 年製造了 20 架 J2F-3 型，提昇內裝，以供海軍作為行政專機。 1941 年美国参战後由於產線分配問題，J2F Duck改由紐約的哥伦比亚飞机公司生產，为海军和美国海岸警卫队生产了 330 架飞机。 如果依照海軍的慣例，這些飛機型號應改稱為 JL-1，但由哥倫比亞飛機公司生產的本型機型號被指定為 J2F-6。 
有些多餘的海軍鴨型機在1948 年改裝為OA-12供美国空军执行海空救援任务。

## 設計
本型機雙翼翼展相等，單一機體，採用大型硬式中央浮筒，可伸縮的手搖式主起落架裝置於浮筒。在下機翼兩側皆裝有安裝於支柱上的輔助浮筒。駕駛艙以縱向配置二到三個座位，最前方為飛行員，其後是觀察員，如有需要可再裝載無線電操作員。機身內艙室可容兩名乘客或一副擔架。

## 使用历史
J2F 被美国海军、海军陆战队、陆军航空队和海岸警卫队使用。除了一般事務和小型運輸任務外，還執行测绘、观察、反潜巡逻、海空救援、摄影测量、侦察、拖靶等任務。
1942 年 1 月 5 日，美国第 10巡逻联队的 J2F 在菲律宾馬尼拉的基地被日本空袭摧毁。空襲後僅存的一架鴨型機引擎損壞，在巴丹战役期间被隐藏在卡卡本机场，之後使用沉在在马尼拉湾裡的一架被摧毁的 J2F-4 上拆下的气缸修复。修復後的J2F-4 于 1942 年 4 月 9 日午夜后起飞，擠進了 5 名乘客和一名飞行员；這是数小时后巴丹岛向日本投降前，最后一架从巴丹起飞的飞机。卡洛斯·P·罗慕洛 (Carlos P. Romulo，外交家、政治家、士兵、记者和作家）是乘客中的一員，他描述這段期間的遭遇，寫成暢銷書 I Saw the Fall of the Philippines，並获得了普立茲獎。

## 各型號

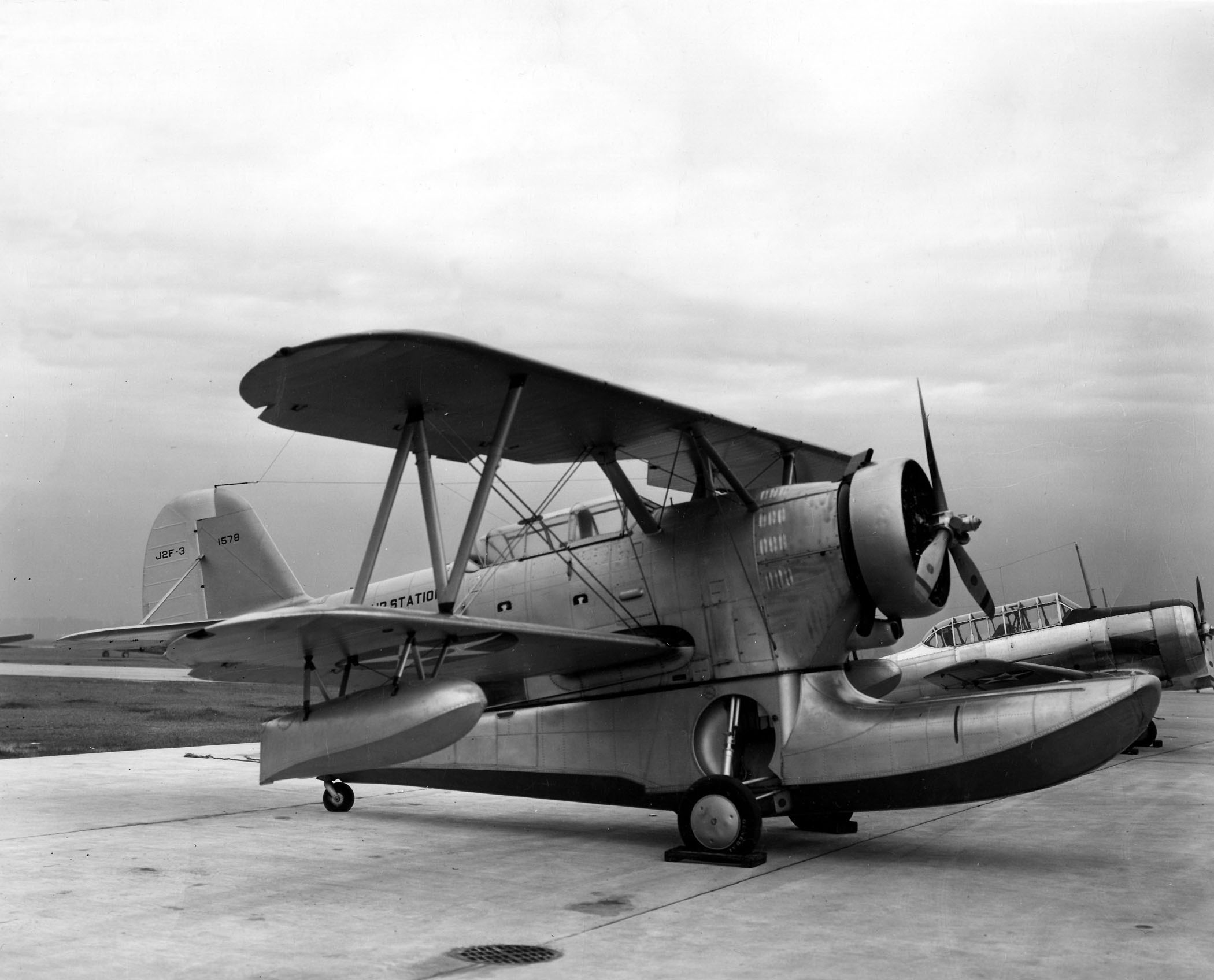
1940 年杰克逊维尔海军航空站的 J2F-3

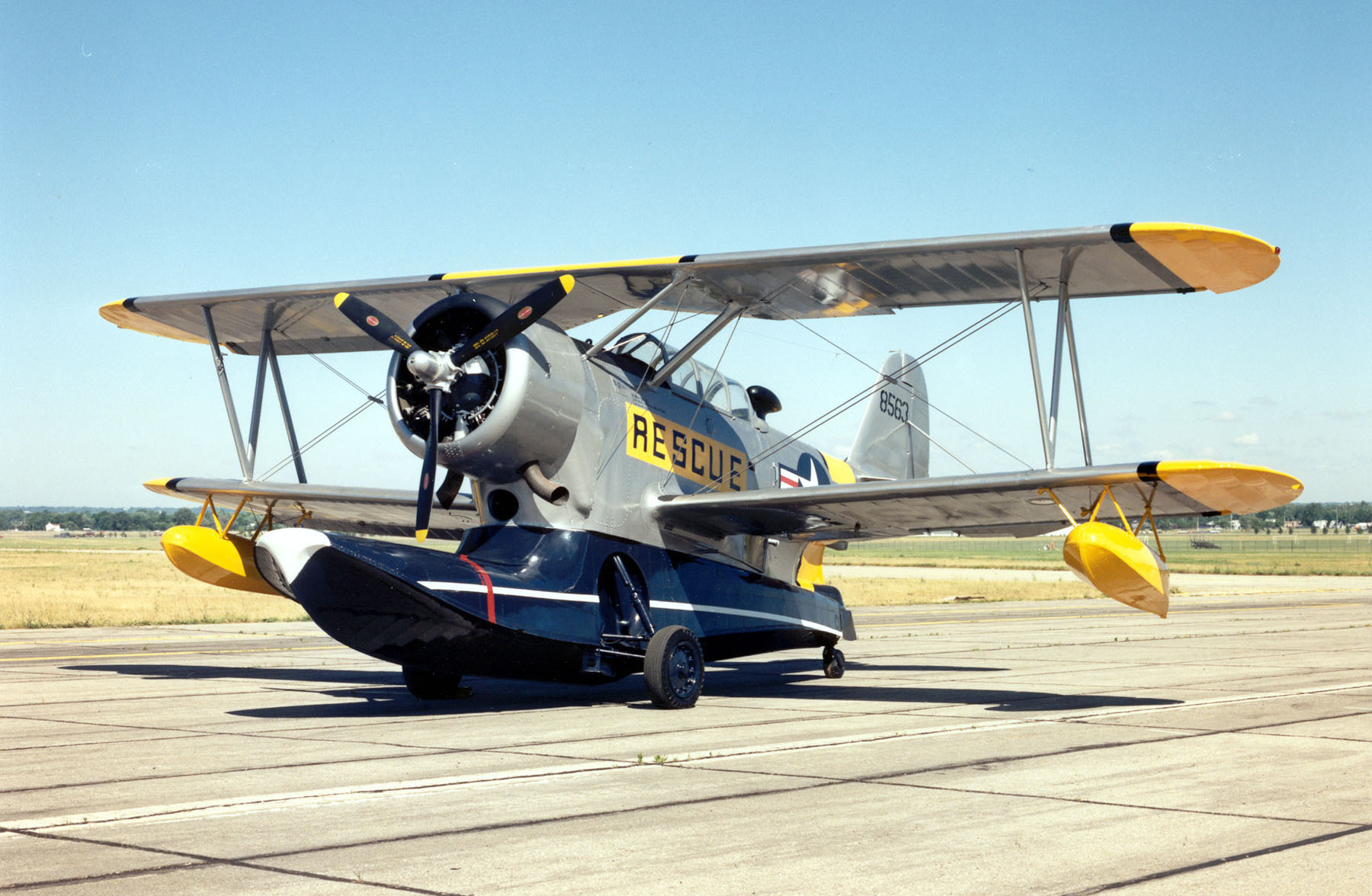
美国空军国家博物馆中的 J2F-6 被涂成 OA-12

J2F-1
初始生产版本，採用 750 马力 R-1820-20 引擎，共製造29架。
J2F-2
美国海军陆战队版本，机头和機背裝置机枪，並有翼下炸弹架，共生产 21 架。
J2F-2A
基於 J2F-2 並做輕微修改，使用於美属维尔京群岛使用，共 9 架。
J2F-3
改用850匹馬力之 R-1820-26 引擎的J2F-2，製造20架。
J2F-4
使用850匹馬力之 R-1820-30 引擎的J2F-2，加裝靶機牽引裝備，共製造32架。
J2F-5
改用1050匹馬力之 R-1820-54 引擎的J2F-2，製造144 架。
J2F-6
由哥伦比亚飞机公司制造的 J2F-5 ，使用1050匹馬力之 R-1820-64 引擎，配有翼下炸弹架和靶機牽引裝備，共製造330架。
OA-12
改裝供美国陆军航空队使用於海空救援任務（之後改為美国空军，型號OA-12A）。

## 使用者
阿根廷
- 阿根廷海军航空兵[5]于 1939 年接收了四架新建的格鲁曼 G-15（屬於J2F-4型），以补充 1937 年接收的八架格鲁曼 G-20（格鲁曼 JF-2的出口版本） [6] 1946 年至 1947 年期间又采购了 32 架原屬美国海军的鴨型機（包括 1 架 J2F-4、24 架 J2F-5 和 7 架 J2F-6）， [7]最后的几架一直使用到 1958 年[8]

 哥伦比亚
- 哥伦比亚海军[9] （1948 年起，使用三架）。

 墨西哥
- 墨西哥海军（1950 年至 1951 年间，拥有三架原屬美国海军的 J2F-6）。 [10]

 秘魯

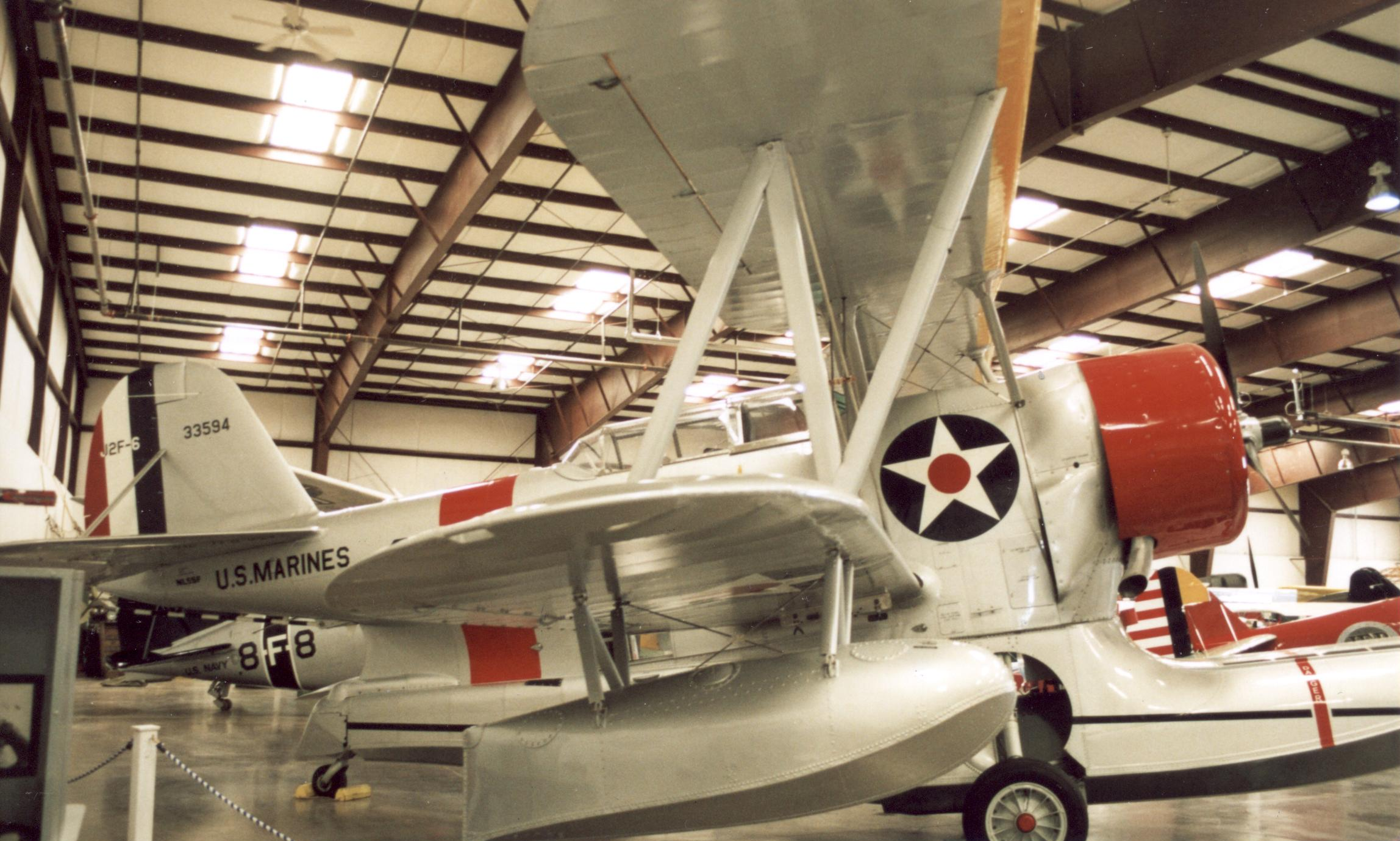
博物馆中，漆有美国海军陆战队标记的哥伦比亚飛機公司製造的 J2F-6 鸭型機

- 秘鲁海军（1961 年至 1964 間使用一架原屬美国海军的鴨型機）。

 美国
- 美国陆军空军
- 美国海岸警卫队
- 美国海军陆战队
- 美国海军

## 保存機

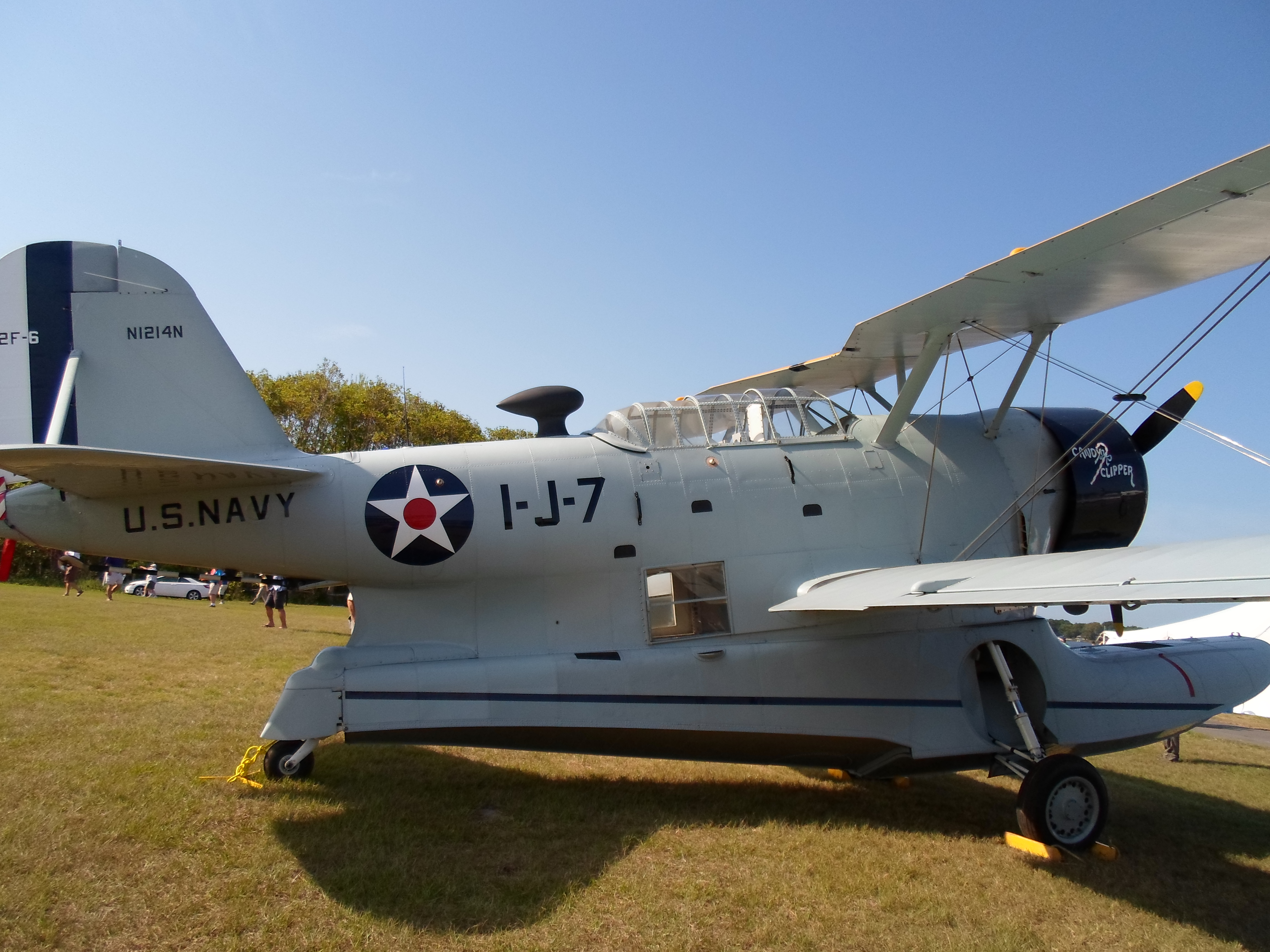
飞行幻想公司拥有的格鲁曼 J2F-6 鸭子

- 1649 ： J2F-4， 在德克萨斯州芒特普莱森特的美中飞行博物馆，為可飛行狀態。 [11] [12]
- 33549 ： J2F-6， 在佛罗里达州波尔克城的Fantasy of Flight，為可飛行狀態。 [13] [14] [15]
- 33559 ：J2F-6， 在俄勒冈州马德拉斯的埃里克森飞机收藏中心，為可飛行狀態。。 [16] [17] [18]
- 33581 ：J2F-6 ，在佛罗里达州彭萨科拉的国家海军航空博物馆，静态展示。 [19] [20]
- 33587 ： J2F-6 ，在俄亥俄州代顿美国空军国家博物馆，静态展示。 [21] [22]
- 33594 ： J2F-6 ，在德克萨斯州休斯顿的科曼奇战鸟公司，為可飛行狀態。 [23] [24]
- 33614 ： J2F-6 ，在佛罗里达州波尔克城的Fantasy of Fligh，進行復舊以恢復飛行能力中。 [25]
- 36976 ： J2F-6 ，在威斯康星州奥什科什的EAA 航空博物馆，静态展示。 [26]
- 48-0563 ： OA-12， 存放于特拉华州威尔明顿的 Skyfire 公司。 [27]

- 機員： 2 人
- 容量： 2人
- 長: 34 呎 0 吋 (10.36 公尺)
- 翼展：39 呎 0 吋 (11.89  公尺)
- 高：13 呎 11 吋 (4.24  公尺)
- 翼面積：409 平方呎 (38.0  平方公尺)
- 空重： 5,480 磅 (2,486 公斤)
- 總重： 7,700 磅 (3,493 kg)
- 引擎：一部 萊特R-1820-54 旋風九缸氣冷式星型引擎，出力 900 hp (670 kW)
- 螺旋槳： 三葉定速螺旋槳

性能
- 最高速度：190 英里／時 （約合310公里／時，170節）
- 巡航速度：155 英里／時 （約合249公里／時，135節）
- 失速速度：70 英里／時（約合110公里／時，61節）
- 航程：780 英里（約合1260公里，680浬）
- 升限：20,000 呎 (6,100 公尺)

武裝
- 槍械：一挺白朗寧.30機槍 (7.62 mm) ，安裝於後座。
- 炸彈：100 磅 (45 公斤) 炸彈兩枚，或 325 磅 (147 公斤)深水炸彈一枚，安裝於機翼下方。

## 流行文化
- J2F 鴨型機曾在 1971 年的电影《墨菲战争》中出現，其中包括壮观的水上起飞场景和特技飞行场景。本片中使用的飞机陈列在俄亥俄州代顿附近的美国空军国家博物馆，不过已被修复并喷漆成 OA-12救援機。[來源請求]</lin
- 格鲁曼鴨型機还出现在 20 世纪 70 年代电视剧《Baa Baa Black Sheep 》（又名《黑羊中队》）中，该剧根据海军陆战队战斗机中队VMF-214的活动改编。

## 註記
1. ↑  Allen 1983, p. 49.
2. ↑  Jordan, Corey C. "Grumman's Ascendency: Chapter Two." 的存檔，存档日期2012-03-25. Planes and Pilots Of World War Two, 2000. Retrieved: 22 July 2011.
3. ↑  Swanborough, Gordon, and Bowers, Peter M., "United States Navy Aircraft since 1911", Naval Institute Press, Annapolis, Maryland, 1976, Library of Congress card number 90-60097, ISBN 0-87021-792-5, page 221.
4. ↑  Alsleben, Allan. "US Patrol Wing 10 in the Dutch East Indies, 1942." （页面存档备份，存于） Forgotten Campaign: The Dutch East Indies Campaign 1941–1942, 2000. Retrieved: 22 July 2011.
5. ↑  Nuñez Padin, 2002
6. ↑  Lezon and Stitt 2003, pp. 41–42, 44–45
7. ↑  Lezon and Stitt 2004, pp. 48–49.
8. ↑  Lezon and Stitt 2004, p. 59.
9. ↑  Allen 1983, p.77
10. ↑  Allen 1983, p. 52.
11. ↑  . Mid America Flight Museum.   [4 May 2021]. （原始内容存档于2023-07-08）.
12. ↑  . Aerial Visuals.   [4 May 2021]. （原始内容存档于2021-05-04）.
13. ↑  . Fantasy of Flight. 18 September 2013  [4 May 2021]. （原始内容存档于2023-07-05）.
14. ↑  . Aerial Visuals.   [4 May 2021]. （原始内容存档于2021-05-04）.
15. ↑  . Federal Aviation Administration. U.S. Department of Transportation.   [4 May 2021]. （原始内容存档于2023-07-05）.
16. ↑  . Erickson Aircraft Collection.   [4 May 2021]. （原始内容存档于2023-08-22）.
17. ↑  . Aerial Visuals.   [4 May 2021]. （原始内容存档于2021-05-04）.
18. ↑  . Federal Aviation Administration. U.S. Department of Transportation.   [4 May 2021]. （原始内容存档于2023-07-05）.
19. ↑  . National Naval Aviation Museum.   [4 May 2021]. （原始内容存档于1 August 2018）.
20. ↑  . Aerial Visuals.   [4 May 2021]. （原始内容存档于2021-05-04）.
21. ↑  . National Museum of the United States Air Force. 28 May 2015  [4 May 2021]. （原始内容存档于2023-02-04）.
22. ↑  . Aerial Visuals.   [4 May 2021]. （原始内容存档于2021-05-04）.
23. ↑  . Aerial Visuals.   [4 May 2021]. （原始内容存档于2021-05-04）.
24. ↑  . Federal Aviation Administration. U.S. Department of Transportation.   [4 May 2021]. （原始内容存档于2023-07-06）.
25. ↑  . Aerial Visuals.   [4 May 2021]. （原始内容存档于2021-05-04）.
26. ↑  . EAA.   [4 May 2021]. （原始内容存档于2023-07-06）.
27. ↑  . Aerial Visuals.   [4 May 2021]. （原始内容存档于2021-05-04）.